# XII округ Парижа
12-й округ Парижа (фр. 12e arrondissement de Paris) — один з двадцяти округів Парижа.

## Географічне положення

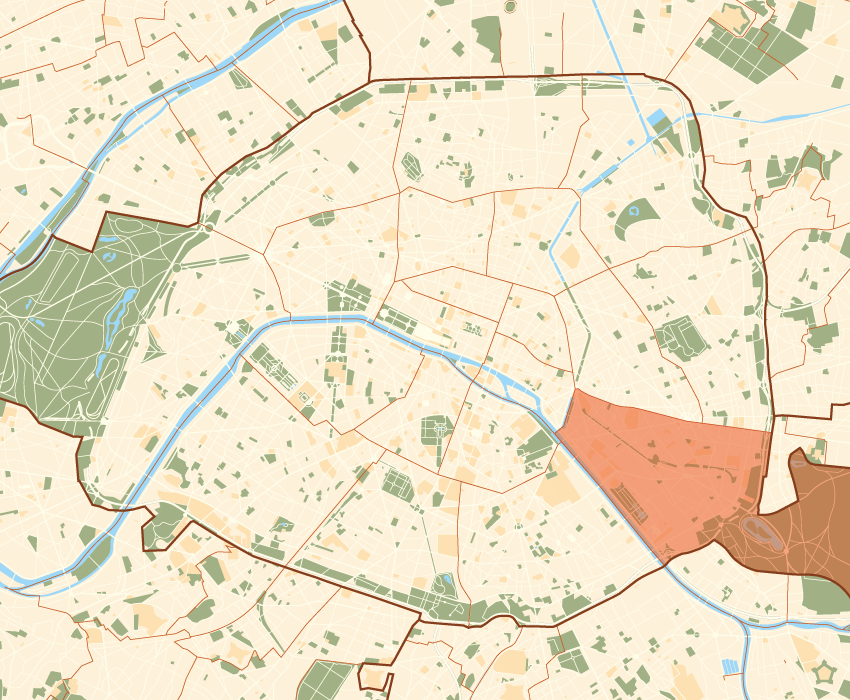
Обриси 12-го округу на мапі Парижа

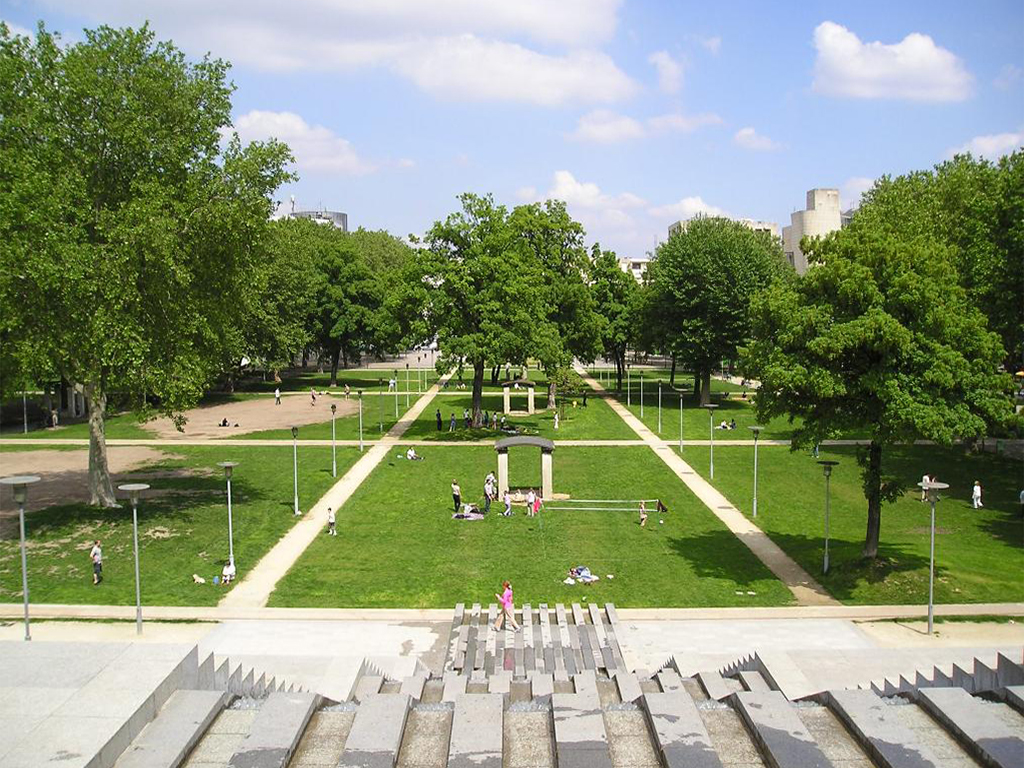
Парк Берсі

12-й округ розташований у східній частині міста, це перший округ правого берега Сени, якщо йти течією річки. На півночі межує з 11-м і 20-м округами, на заході з 3-м і 4-м, південь омивається Сеною, а зі східного боку прилягають комуни Сан-Манде та Шарантон-ле-Пон. Територія 12-го округу також включає Венсенський ліс, розташований на південному сході.
Без Венсенського лісу (9,95 км ²), площа 12-го округу становить 6,37 км ², що ставить його на 5-е місце серед округів Парижа. Якщо включати територію Венсенського лісу, загальна площа становить 16,32 км ², і робить 12-й округ другим за площею (після 16-го.

## Населення
| Рік  | Населення | Густота населення (чол/км ²) |
| ---- | --------- | ---------------------------- |
| 1962 | 161 574   | 25 337                       |
| 1968 | 155 982   | 24 460                       |
| 1975 | 140 900   | 22 095                       |
| 1982 | 138 015   | 21 643                       |
| 1990 | 130 257   | 20 426                       |
| 1999 | 136 591   | 21 419                       |

## Адміністративний поділ
Округ, як і всі округи Парижа, складається з чотирьох кварталів:
- Bel-Air (Бель-Ер)
- Picpus (Пікпюс)
- Bercy (Берсі)
- Quinze-Vingts (Кенз-Вен)

## Органи влади
У березні 2008 року мером округу знову обрано члена Соціалістичної партії Франції Мішель Блюменталь (Michèle Blumenthal).
- Адреса мерії:

130, avenue Daumesnil
75012 Paris

## Пам'ятки

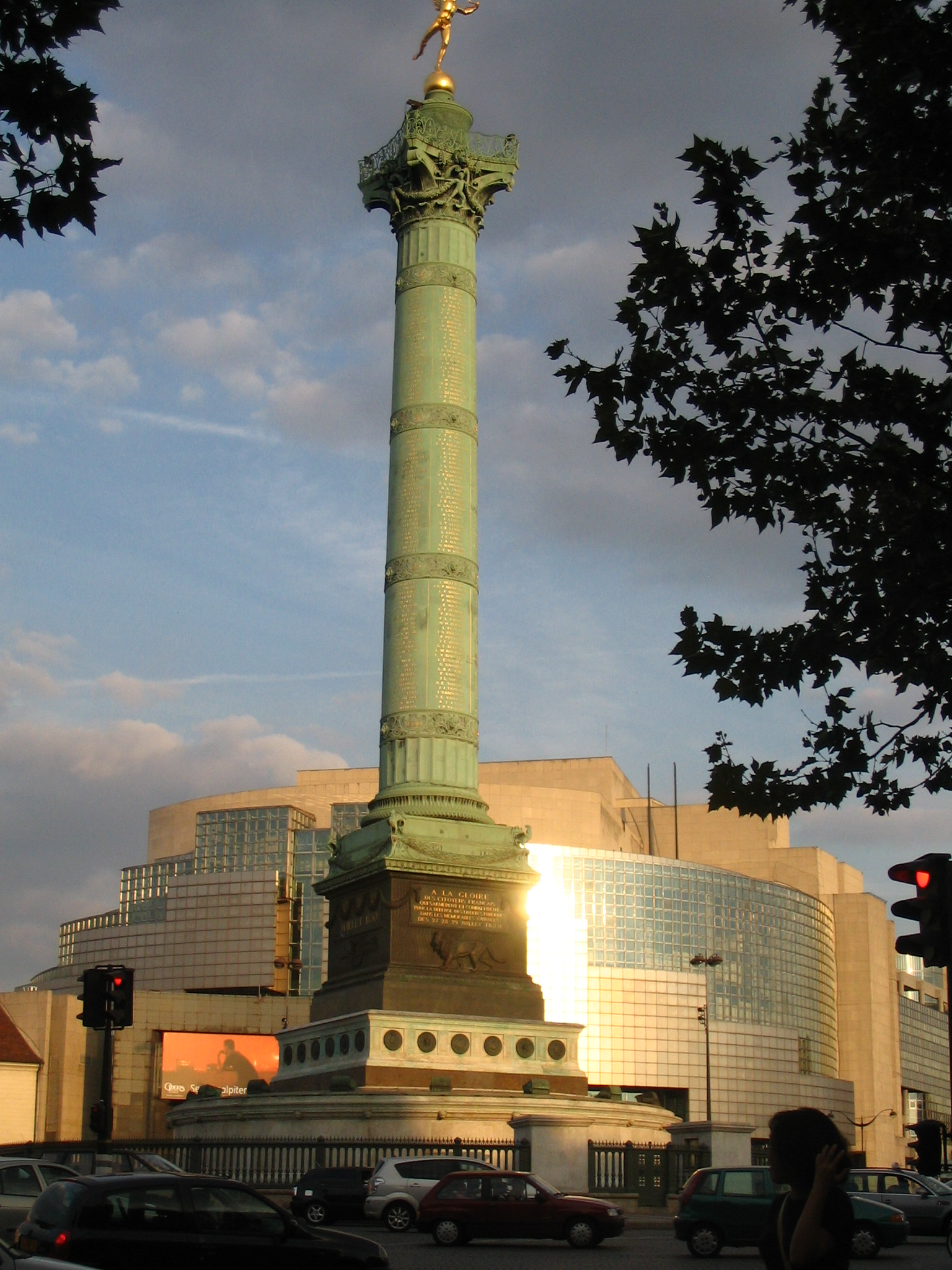
Опера та площа Бастилії

- Французька сінематека
- Ліонський вокзал
- Опера Бастилія
- Венсенський ліс
- Парк Берсі

### Вулиці, площі
- Площа Бастилії
- Бульвар Періферік
- Набережна Берсі
- Бульвар Берсі

## Транспорт
- Через 12-й округ проходять 1, 2, 5, 6, 8, 9 і 14 лінії паризького метро. У різних кварталах округу розташовано 18 станцій.
- В окрузі розташовано два вокзали RER лінії A: Ліонський вокзал та Вокзал Насьйон.